# Jewgienija Miedwiediewa
Jewgienija Armanowna Miedwiediewa, ros. Евгения Армановна Медведева (ur. 19 listopada 1999 w Moskwie) – rosyjska łyżwiarka figurowa, startująca w konkurencji solistek. Dwukrotna wicemistrzyni olimpijska z Pjongczangu (2018, indywidualnie i drużynowo), dwukrotna mistrzyni świata (2016, 2017), dwukrotna mistrzyni Europy (2016, 2017), dwukrotna zwyciężczyni finału Grand Prix (2015, 2016), mistrzyni świata juniorów (2015), zwyciężczyni finału Junior Grand Prix (2014) oraz dwukrotna mistrzyni Rosji (2016, 2017).
Po zmianie przepisów w punktacji zawodów łyżwiarskich w 2018 roku, należą do niej dwa historyczne rekordy świata (GOE±3) solistek w kategorii seniorów: za program dowolny (160,46 pkt) i notę łączną (241,31 pkt).

## Kariera
W 2016 roku zadebiutowała na mistrzostwach Europy, gdzie w wieku szesnastu lat zdobyła tytuł mistrzowski i złoty medal. Dwa miesiące później została mistrzynią świata. W 2017 roku obroniła tytuł złotej medalistki zarówno na mistrzostwach Europy w Ostrawie, jak i na mistrzostwach świata w Helsinkach.
Na igrzyskach olimpijskich 2018 w Pjongczangu startowała jako reprezentantka ekipy sportowców olimpijskich z Rosji, gdzie zdobyła dwa srebrne medale (indywidualnie i drużynowo).
W maju 2018 roku przeprowadziła się do Kanady by trenować pod okiem Briana Orsera. W sezonie 2018/2019 nie wygrała żadnych zawodów rangi Grand Prix lub Challenger Series, ale zakończyła go brązowym medalem mistrzostw świata 2019 w Saitamie.
W drugim sezonie pod okiem sztabu szkoleniowego trenera Orsera Miedwiediewa rozpoczęła sezon od srebrnego medalu na zawodach Autumn Classic International 2019. Następnie występowała w zawodach z cyklu Grand Prix, gdzie zajęła 5. miejsce na Skate Canada International 2019 oraz zdobyła srebrny medal na Rostelecom Cup 2019. Podczas mistrzostw Rosji 2020 Miedwiediewa wycofała się przed programem dowolnym. Było to spowodowane upadkiem na treningu tuż przed mistrzostwami, kiedy to but jej prawej łyżwy uległ uszkodzeniu. Ze względu na brak dostępności nowych butów Miedwiediewa była zmuszona wystąpić w zniszczonej parze. Pomimo tego udało się jej czysto przejechać program krótki, jednakże stan zepsutego buta był coraz gorszy i zawodniczka w obawie przed kontuzją postanowiła wycofać się z zawodów przez co straciła miejsce w kadrze narodowej na mistrzostwa świata i Europy.
W 2020 roku z powodu pandemii COVID-19 przebywała w Rosji, bez możliwości powrotu do Kanady i treningu w ośrodku szkoleniowym w Toronto. Podczas zawodów testowych we wrześniu 2020 roku trener Orser udzielał jej wsparcia poprzez wideorozmowę. Tuż po zawodach testowych, 16 września 2020 roku Miedwiediewa poinformowała o swoim poworocie do klubu Sambo 70 i współpracy z byłym sztabem trenerskim, Tutberidze, Dudakow, Glejchiengauz.
W październiku 2020 roku Miedwiediewa wycofała się z zawodów kwalifikujących do mistrzostw Rosji 2021 z powodu odnawiającej się kontuzji pleców.

## Osiągnięcia

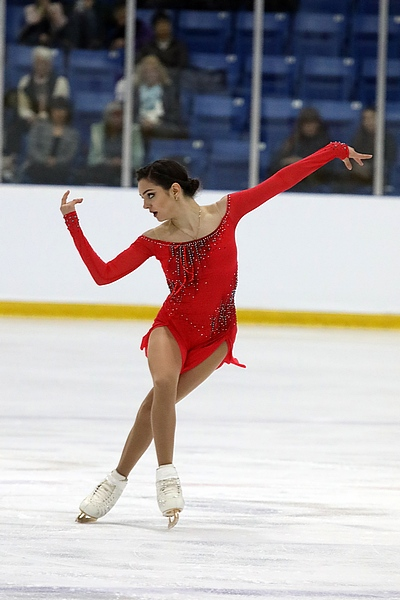
Program dowolny na Autumn Classic International 2018

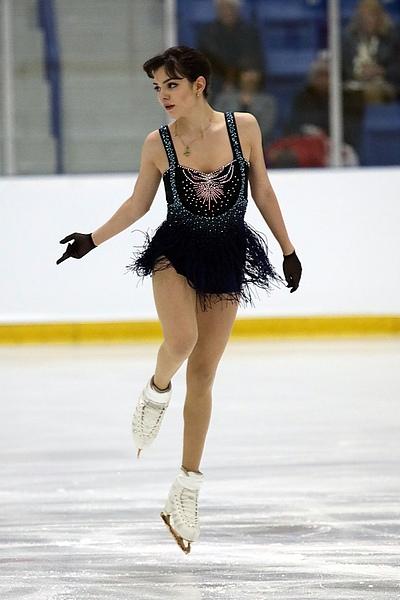
Program krótki na Autumn Classic International 2018

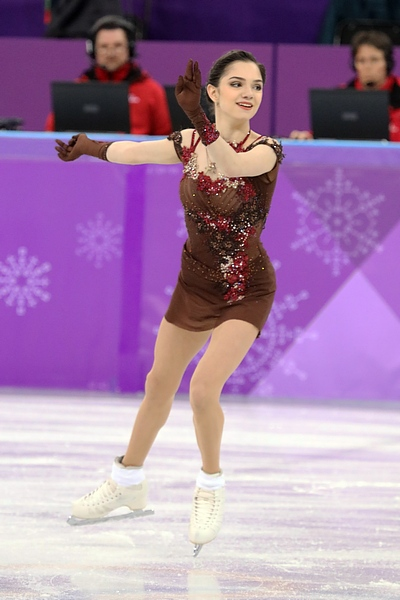
Program dowolny na igrzyskach olimpijskich 2018

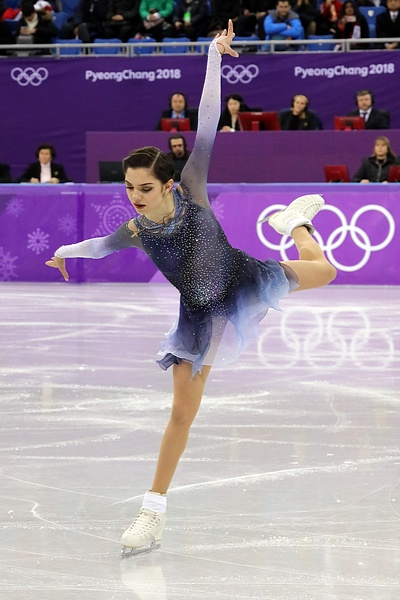
Program krótki na igrzyskach olimpijskich 2018

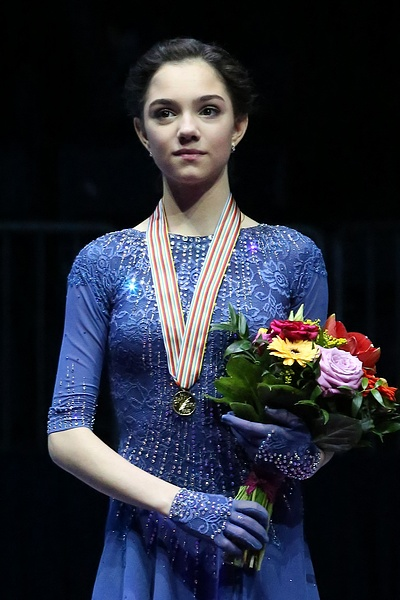
Pierwsze mistrzostwo Europy (2016)

| Zawody                                | 10–11          | 11–12          | 12–13          | 13–14          | 14–15          | 15–16          | 16–17          | 17–18          | 18–19          | 19–20          | 20–21          |                |                |                |                |                |                |
| Międzynarodowe                        | Międzynarodowe | Międzynarodowe | Międzynarodowe | Międzynarodowe | Międzynarodowe | Międzynarodowe | Międzynarodowe | Międzynarodowe | Międzynarodowe | Międzynarodowe | Międzynarodowe | Międzynarodowe | Międzynarodowe | Międzynarodowe | Międzynarodowe | Międzynarodowe | Międzynarodowe |
| ------------------------------------- | -------------- | -------------- | -------------- | -------------- | -------------- | -------------- | -------------- | -------------- | -------------- | -------------- | -------------- | -------------- | -------------- | -------------- | -------------- | -------------- | -------------- |
| Igrzyska olimpijskie                  |                |                |                |                |                |                |                | 2              |                |                |                |                |                |                |                |                |                |
| Mistrzostwa świata                    |                |                |                |                |                | 1              | 1              | WD             | 3              |                |                |                |                |                |                |                |                |
| Mistrzostwa Europy                    |                |                |                |                |                | 1              | 1              | 2              |                |                |                |                |                |                |                |                |                |
| GP Finał Grand Prix                   |                |                |                |                |                | 1              | 1              | WD             |                |                |                |                |                |                |                |                |                |
| GP NHK Trophy                         |                |                |                |                |                |                |                | 1              |                |                |                |                |                |                |                |                |                |
| GP Rostelecom Cup                     |                |                |                |                |                | 2              |                | 1              |                | 2              | WD             |                |                |                |                |                |                |
| GP Skate America                      |                |                |                |                |                | 1              |                |                |                |                |                |                |                |                |                |                |                |
| GP Skate Canada International         |                |                |                |                |                |                | 1              |                | 3              | 5              |                |                |                |                |                |                |                |
| GP Internationaux de France           |                |                |                |                |                |                | 1              |                | 4              |                |                |                |                |                |                |                |                |
| CS Autumn Classic International       |                |                |                |                |                |                |                |                | 2              | 2              |                |                |                |                |                |                |                |
| CS Memoriał Ondreja Nepeli            |                |                |                |                |                | 1              |                | 1              |                |                |                |                |                |                |                |                |                |
| Shanghai Trophy                       |                |                |                |                |                |                |                |                |                | 1              |                |                |                |                |                |                |                |
| Międzynarodowe: Kategorie młodzieżowe |                |                |                |                |                |                |                |                |                |                |                |                |                |                |                |                |                |
| Mistrzostwa świata juniorów           |                |                |                | 3              | 1              |                |                |                |                |                |                |                |                |                |                |                |                |
| JGP Finał                             |                |                |                | 3              | 1              |                |                |                |                |                |                |                |                |                |                |                |                |
| JGP w Czechach                        |                |                |                |                | 1              |                |                |                |                |                |                |                |                |                |                |                |                |
| JGP we Francji                        |                |                |                |                | 1              |                |                |                |                |                |                |                |                |                |                |                |                |
| JGP na Łotwie                         |                |                |                | 1              |                |                |                |                |                |                |                |                |                |                |                |                |                |
| JGP w Polsce                          |                |                |                | 1              |                |                |                |                |                |                |                |                |                |                |                |                |                |
| Minsk-Arena Ice Star                  |                |                |                | 1 J            |                |                |                |                |                |                |                |                |                |                |                |                |                |
| Krajowe                               |                |                |                |                |                |                |                |                |                |                |                |                |                |                |                |                |                |
| Mistrzostwa Rosji                     |                | 8              |                | 7              | 3              | 1              | 1              | WD             | 7              | WD             | WD             |                |                |                |                |                |                |
| Mistrzostwa Rosji juniorów            | 12 J           | 6 J            | 4 J            | 4 J            | 1 J            |                |                |                |                |                |                |                |                |                |                |                |                |
| Zawody drużynowe                      |                |                |                |                |                |                |                |                |                |                |                |                |                |                |                |                |                |
| Igrzyska olimpijskie                  |                |                |                |                |                |                |                | 2 T 1 P        |                |                |                |                |                |                |                |                |                |
| World Team Trophy                     |                |                |                |                |                |                | 2 T 1 P        |                |                |                |                |                |                |                |                |                |                |
| Team Challenge Cup                    |                |                |                |                |                | 2 T 1 P        |                |                |                |                |                |                |                |                |                |                |                |
| Japan Open                            |                |                |                |                |                |                | 2 T 1 P        | 1 T 1 P        |                |                |                |                |                |                |                |                |                |

## Rekordy świata
Przed sezonem 2018/2019
| Data                                 | Punkty                  | Zawody                           | Uwagi                                             |                         |
| Rekordy w nocie łącznej              | Rekordy w nocie łącznej | Rekordy w nocie łącznej          | Rekordy w nocie łącznej                           | Rekordy w nocie łącznej |
| ------------------------------------ | ----------------------- | -------------------------------- | ------------------------------------------------- | ----------------------- |
| 22 kwietnia 2017                     | 241,31                  | World Team Trophy 2017           | Historyczny rekord świata przed sezonem 2018/2019 |                         |
| 31 marca 2017                        | 233,41                  | Mistrzostwa Świata 2017          |                                                   |                         |
| 27 stycznia 2017                     | 229,71                  | Mistrzostwa Europy 2017          |                                                   |                         |
| Rekordy w programie krótkim          |                         |                                  |                                                   |                         |
| 21 lutego 2018                       | 81,61                   | Igrzyska Olimpijskie 2018        |                                                   |                         |
| 11 lutego 2018                       | 81,06                   | Igrzyska Olimpijskie 2018        |                                                   |                         |
| 20 kwietnia 2017                     | 80,85                   | World Team Trophy 2017           |                                                   |                         |
| 9 grudnia 2016                       | 79,21                   | Finał Grand Prix 2016            |                                                   |                         |
| Rekordy w programie dowolnym         |                         |                                  |                                                   |                         |
| 22 kwietnia 2017                     | 160,46                  | World Team Trophy 2017           | Historyczny rekord świata przed sezonem 2018/2019 |                         |
| 31 marca 2017                        | 154,40                  | Mistrzostwa Świata 2017          |                                                   |                         |
| 27 stycznia 2017                     | 150,79                  | Mistrzostwa Europy 2017          |                                                   |                         |
| 2 kwietnia 2016                      | 150,10                  | Mistrzostwa Świata 2016          |                                                   |                         |
| Rekordy w programie krótkim juniorów |                         |                                  |                                                   |                         |
| 7 marca 2015                         | 68,48                   | Mistrzostwa Świata Juniorów 2015 |                                                   |                         |
| 13 grudnia 2014                      | 67,09                   | Finał Junior Grand Prix 2014     |                                                   |                         |

## Rekordy życiowe
| Historyczne rekordy życiowe przed sezonem 2018/2019 | Historyczne rekordy życiowe przed sezonem 2018/2019 | Historyczne rekordy życiowe przed sezonem 2018/2019 | Historyczne rekordy życiowe przed sezonem 2018/2019 | Historyczne rekordy życiowe przed sezonem 2018/2019                      |
| Segment                                             | Data                                                | Punkty                                              | Zawody                                              | Uwagi                                                                    |
| --------------------------------------------------- | --------------------------------------------------- | --------------------------------------------------- | --------------------------------------------------- | ------------------------------------------------------------------------ |
| TSS                                                 | 23 kwietnia 2017                                    | 241,31                                              | World Team Trophy 2017                              | Historyczny rekord świata przed sezonem 2018/2019                        |
| SP                                                  | 21 lutego 2018                                      | 81,61                                               | Igrzyska Olimpijskie 2018                           | Rekord świata trwał kilka minut do występu jej rodaczki Aliny Zagitowej. |
| SP TES                                              | 21 lutego 2018                                      | 43,19                                               | Igrzyska Olimpijskie 2018                           |                                                                          |
| SP PCS                                              | 21 lutego 2018                                      | 38,42                                               | Igrzyska Olimpijskie 2018                           |                                                                          |
| FS                                                  | 20 kwietnia 2017                                    | 160,46                                              | World Team Trophy 2017                              | Historyczny rekord świata przed sezonem 2018/2019                        |
| FS TES                                              | 20 kwietnia 2017                                    | 82,40                                               | World Team Trophy 2017                              |                                                                          |
| FS PCS                                              | 20 kwietnia 2017                                    | 78,06                                               | World Team Trophy 2017                              |                                                                          |

## Odznaczenie
- Order Przyjaźni – 27 lutego 2018[17]